# Jugendbildungszentrum Blossin
Das südöstlich von Berlin gelegene Jugendbildungszentrum Blossin e. V. ist eine seit über 50 Jahren bestehende, heute gemeinnützige Bildungseinrichtung in freier Trägerschaft und ein Zentrum für Wassersport- und erlebnisnahe Freizeit- und Bildungsveranstaltungen.

## Geschichte

### Anfänge
Auf dem Grundstück der heutigen Jugendbildungsstätte war in den 1960er Jahren zunächst ein Zeltlager. Nach und nach kamen weitere bauliche Anlagen hinzu. Die deutsche Hochschule für Körperkultur (DHfK) der DDR – heute Teil der Universität Leipzig – führte hier die sportpraktische Ausbildung in den Wasserfahrsportarten für Studierende durch.
1989 unterstand die Einrichtung dem Staatssekretariat für Körperkultur und Sport der DDR. Hier fanden dann in der Nicht-Wassersaison auch Schulungen von Sportverantwortlichen der Kreise und Städte statt. Außerdem gab es Angebote für den Hochschulsport. Mit Beschluss der letzten DDR-Regierung wurde das Wasserfahrsport- und Weiterbildungszentrum Blossin (WWZ) am 3. Oktober 1990 wieder eine Stätte der DHfK.

### Nachwendezeit
Mit der Angliederung der DDR an die BRD im Oktober 1990 übernahm das Land Brandenburg die Einrichtung (nachdem das Gelände im Zuge der Neueinteilung der Länder zunächst zu Sachsen gehört hatte) und bemühte sich um deren Weiterführung mit gemeinnütziger Zielstellung.
Im gleichen Zuge organisierte sich auch die dahinterstehende Sportorganisation neu. Im März 1990 gründete sich die Sportjugend der DDR innerhalb des Deutschen Turn- und Sportbundes (DTSB) neu. Am 8. September 1990 wurde die Brandenburgische Sportjugend (BSJ) in Potsdam gegründet und im Dezember desselben Jahres der DTSB aufgelöst. Seitdem ist die Sportjugend eng mit der Bildungsstätte verbunden.
Vor allem für Sport- und Freizeitarbeit in den Sportvereinen sollte die Einrichtung erhalten werden. Als offizielle Jugendbildungsstätte der Brandenburgischen Sportjugend wurde im Juli 1991 zwischen dem Ministerium für Bildung, Jugend und Sport des Landes Brandenburg und dem Landessportbund Brandenburg dies als zukünftiges Nutzungskonzept vereinbart.
Am 23. Juni 1992 wurde der Verein Jugendbildungszentrum Blossin e. V. als eigenständiger Träger der BSJ-Bildungsstätte gegründet und im Juni 1993 in das Vereinsregister eingetragen. Die Gemeinnützigkeit wurde kurz darauf bescheinigt. Als Ziel wurde formuliert, „junge Menschen zur aktiven Teilnahme an gesellschaftlichen Prozessen zu befähigen. Der Verein ist gemeinnützig tätig und als landesweiter 'Freier Träger der Jugendarbeit' zugelassen.“
Mit der regionalen Schwerpunktverlagerung des Wassersportbereiches der Universität Leipzig (ehem. DHfK) wurde die ehemalige Bootshalle (heute: Funsporthalle) ab dem Jahr 1998 für einen sukzessiven Umbau zur Erlebnis- und Bewegungslandschaft mit Kletterwand, Niedrigseilparcour, Aerobicraum, Inlineskatingfläche, Fitnessraum und Disco frei.
Im Zeitraum von September 1992 bis Mai 1993 wurde das Bettenhaus im laufenden Betrieb umgebaut und auf den neuesten Stand im Komfort und Ansprüchen als Jugend- und Seminarhotel gebracht. 1996 kam die neue Mensa mit 210 Plätzen inklusive Tagungsraum und kleiner Gaststätte dazu; 2003 eine große Mehrzweckhalle, die für Sport- und kulturelle Großveranstaltungen genutzt werden kann. Im Frühjahr 2007 wurden die ehemaligen Bungalows auf dem sogenannten Weißen Berg zu komfortablen Einzelzimmern für Tagungsgäste, inkl. eines modernen Seminarraums mit Blick auf den Wolziger See, umgebaut.

## Blossin heute – Profil

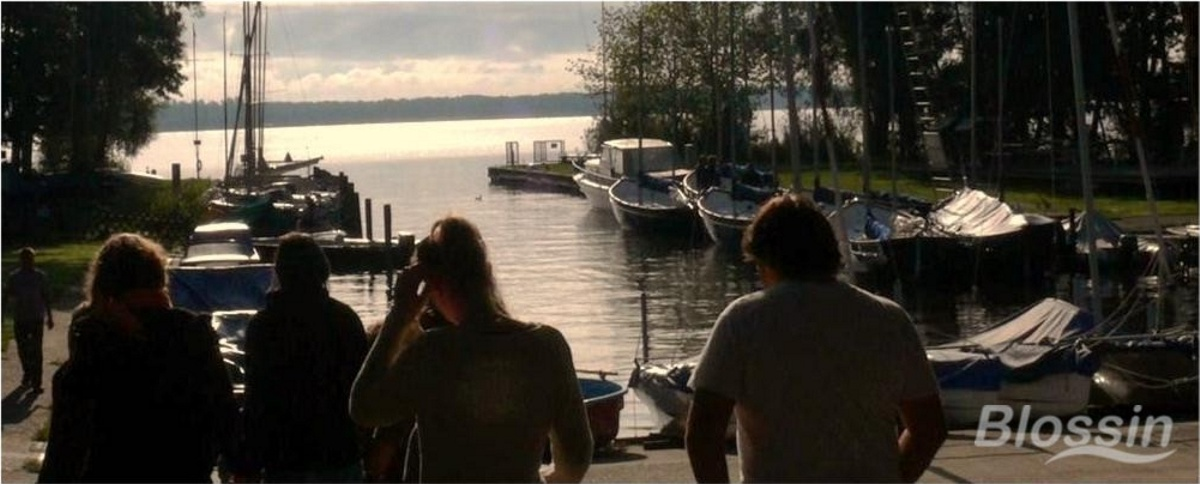
Hafen des JBZ Blossin

Das Jugendbildungszentrum Blossin e. V. ist noch heute Bildungsstätte der Sportjugend mit erlebnispädagogischen Schwerpunkt. Mit 224 Betten verschiedener Kategorien (Einzel-, Zwei- und Dreibettzimmern, Holzhütten, Zelt-Lodge) und jährlich rund 56.000 Übernachtungen ist die Einrichtung Austragungsort für Firmentagungen, Klassenfahrten und Ferienfreizeiten und im Schwerpunkt regionale und internationale (Jugend-)Bildungsveranstaltungen.
Die Einrichtung verfügt über eine Mehrzweck(Sport-)halle, Aerobicraum, Fitnessraum, 2 Sporthäfen und Bootssteganlage, Anlagen für Erlebnispädagogik (Teamtraining) In- und Outdoor, 2 Kleinfeldsportplätze, Sauna, 3 Grillplätze, Bistro, Disco, Indoor-Inline-Feld, Möglichkeiten zum Bogenschießen, Beachvolleyball, und Tischtennis.

### Organisation und Angebote
Die Struktur des JBZ gliedert sich in drei Bereiche:
Die Erlebniswelt Blossin richtet Team- und Klassenfindungen, Wassersportausbildungen und Begegnungen in den Ferien/Klassenfahrten aus.

Die Veranstaltungen der Erlebniswelt und die Bootsvermietung werden von der Firma Michael Haufe in Kooperation mit Teamgeist GmbH durchgeführt. Die Verwaltung des großen und kleinen Hafens obliegt dem Jugendbildungszentrum e. V. direkt.
Die Lernwelt Blossin verfolgt das Ziel der ganzheitlichen, non-formalen Bildung mit verschiedensten Begegnungs- und Lernangebote außerhalb gewohnter Umgebung zur Entwicklung persönlicher und beruflicher Fähigkeiten und Stärkung von Partizipation. Zu den Angeboten der Lernwelt gehören Seminare für Schülerinnen und Schüler, Fort- und Ausbildungen (z. B. für Lehrkräfte, Erzieher und Erzieherinnen, Übungs-/Jugendleitende, Multiplikatoren), Anti-Gewalt-Seminare, (gemeindenahe) Jugendarbeit, sowie der im Aufbau befindliche Bereich der frühkindlichen naturnahen Erziehung. Schwerpunkte liegen in der internationalen Jugendbildung (insbesondere Polen und Frankreich), Jugendleiter-Ausbildungen, Sport- und erlebnispädagogische Veranstaltungen, sowie dem Projekt Initiative Oberschule des Landes Brandenburg.
Die Tagungswelt Blossin bietet die Möglichkeit der Ausrichtung von naturnahen Bildungsveranstaltungen, Tagungen, Meetings, Personaltrainings und Events mit individuell zugeschnittenen Rahmenaktivangeboten aus der Erlebniswelt (Wassersport, Klettern, Bogenschießen etc.).

## Lage und Geografie

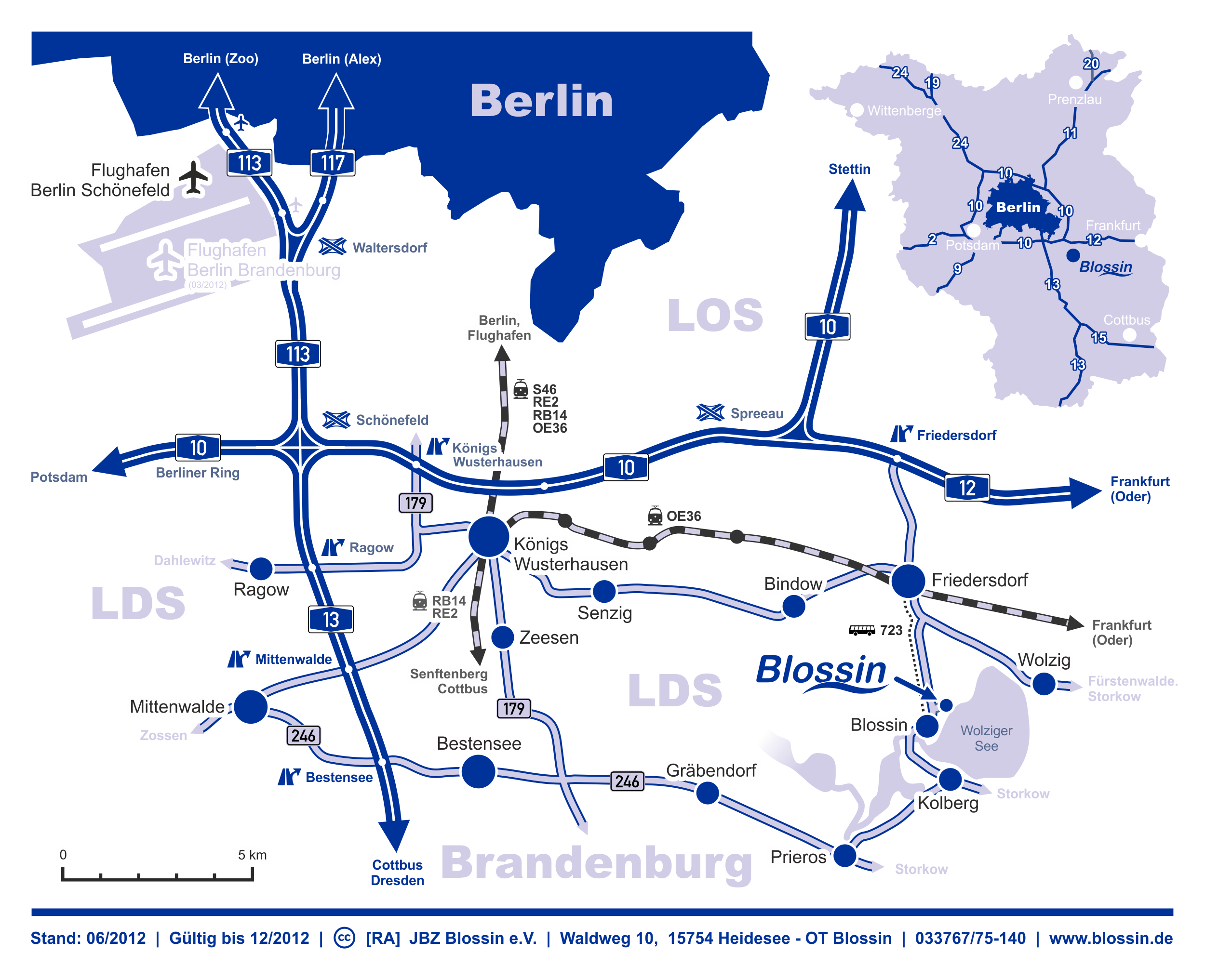
Lage des JBZ Blossin

Das JBZ ist in der Brandenburger Ortschaft Blossin, Gemeinde Heidesee, Landkreis Dahme-Spreewald, direkt am rund 500 Hektar großen Wolziger See gelegen und über den Berliner Autobahnring, per Bahn und über den Wasserweg erreichbar.
Das elf Hektar große Gelände zeichnet sich durch dichte Kieferbewaldung, Wassernähe und die Ausläufer der Erhebung Weißer Berg aus.